# Олусегун Обасанджо
Метью Олусегун Арему Обасанджо (йоруба Oluṣẹgun Matthew Okikiọla Arẹmu Ọbasanjọ); нар. 5 березня 1937, місто Абеокута, штат Огун) — президент Нігерії в 1976–1979 і 1999–2007 роках.

## Біографія
Здобув освіту в баптистській школі, працював учителем. У 1958 вступив на службу в армію, в 1959 отримав перший офіцерський чин. Отримав військову освіту у Великій Британії (в академії в Олдершоті) та Індії, в штабному коледжі в Веллінгтоні, військово-інженерне — в індійському військово-інженерному училищі.
Став відомий в армії після громадянської війни в Біафрі (Східній Нігерії) у 1967–1970, під час яких, командуючи 3-й дивізією, провів вирішальну операцію по захопленню лідера бунтівних ігбо і захопив місто Оверрі.
Після перевороту 29 липня 1975, в якому не брав участі, хоча співчував його організаторам, став віце-президентом і начальником генерального штабу Нігерії. З лютого 1976 — повний («чотиризірковий») генерал.
У ході невдалої спроби перевороту 13 лютого 1976, організованого підполковником Б. С. Дімкою випадково уникнув загибелі (змовники переплутали його з іншим генералом, якого застрелили). Завдяки його рішучим діям переворот був відвернений, його учасники розстріляні.

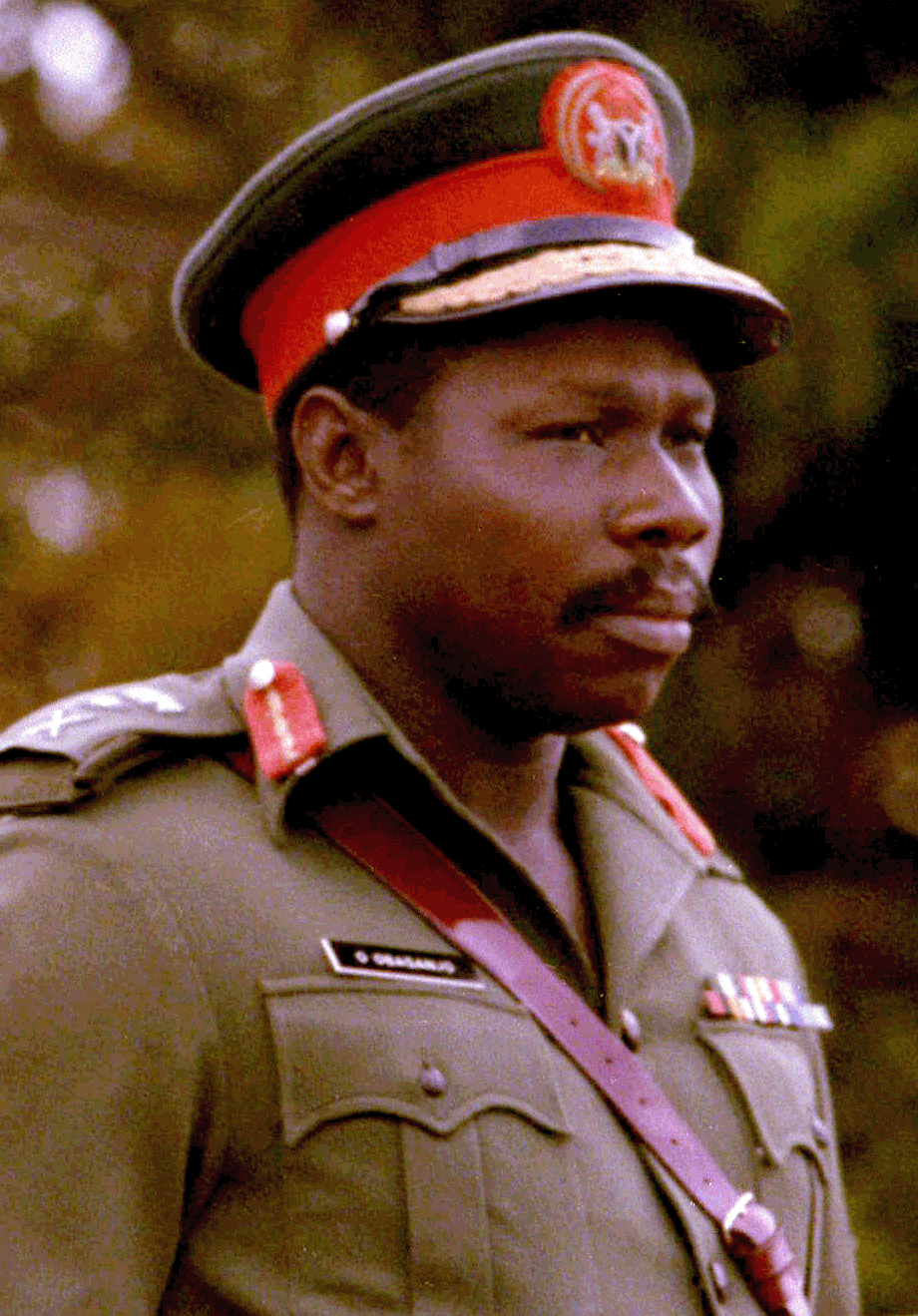
О.Обасанджо в 1978

Продовжив політику свого загиблого попередника Муртали Мухаммеда з передачі влади цивільним особам. 1 жовтня 1979 передав владу демократично обраному президенту Шеху Шагарі.
Після відходу з президентської посади зайнявся сільським господарством в своєму рідному штаті і вчився в університеті Ібадану. Одночасно писав критичні статті про нові уряди країни. Невдало висувався на пост Генерального секретаря ООН в 1991 році.
За звинуваченням у державній зраді в 1995 році був заарештований військовим урядом і засуджений до смерті. Після активного міжнародного протесту покарання було замінено на 15 років ув'язнення. Був звільнений у червні 1998 після смерті лідера країни Сані Абачі.
На президентських виборах, що відбулися в лютому 1999, отримав 62,8 % голосів, виступаючи як голова Народно-демократичної партії (з тих пір правлячої в країні) і офіційно вступив на посаду в травні 1999. Основними цілями свого президентства оголосив війну з корупцією і залишками сепаратизму.
При ньому, 12 грудня 2001 Абуджа стала новою столицею держави.
На виборах 2003 боровся з колишнім президентом країни, мусульманином Мохаммаду Бухарі і отримав 61,8 % голосів (міжнародні спостерігачі і опозиція визнали вибори нечесними). Другий його президентський термін був більш плідним та ефективним для країни, особливо в галузі боротьби з корупцією. Зростання ВНП подвоївся, досягнувши 6 %, а золотовалютні запаси виросли з $ 2 в 1990 до $ 43 млрд в 2007. О.Обасанджо домігся прощення $ 18 млрд боргів і зумів виплатити ще $ 18 млрд.
На початку 2000-х Нігерія стала грати більш активну зовнішньополітичну роль, взявши участь в критиці авторитарного режиму Роберта Мугабе в Зімбабве, міжнародних миротворчих операціях, приборкуванні громадянські війни в Сьєрра-Леоне та Ліберії. У 2004–2006 — голова Африканського союзу.
Спроби змінити конституцію і добитися можливості обрання на третій термін успіху не мали і О.Обасанджо покинув свій пост 29 травня 2007, передавши владу своєму наступнику, Умару Яр-Адуа.
Пізніше став дуже впливовим головою ради піклувальників правлячої в країні Народно-демократичної партії, членом Мадридського клубу, спеціальним посланником генерального секретаря ООН Пан Гі Муна в конголезькому конфлікті.
Після відставки звинувачувався у виданні двох злочинних наказів, відданих їм армії в листопаді 1999 і жовтні 2001 року про приборканні заворушень у південному місті Оді і центральному штаті Бенуе, коли в ході операцій загинуло близько 1,5 тис. мирних жителів. У березні 2008 звинувачувався у нецільовому використанні $ 2,2 млрд, отриманих за контрактами для розвитку енергетики.
«За видатний внесок у сприяння торгово-економічним відносинам між Нігерією та Китаєм» у листопаді 2011 отримав звання голови нігерійсько-китайської торговельної палати.
У серпні 2021 року Африканський союз призначив Олусегуна Обасанджо Високим представником з питань миру на Африканському Розі.

## Додаткова інформація
Ім'я «Олусегун» перекладається як «лорд-переможець».
Має безліч дітей, що живуть в Нігерії, США і Британії (наприклад, тільки в першому шлюбі у нього було 6 дітей (один помер).
Син Гбенга — доктор медичних наук (Університет Джонса Хопкінса).
Дочка від першого шлюбу Іяба Обасанджо — Белло — доктор наук Каліфорнійського університету у Берклі і Корнельського університету, була федеральним сенатором від штату Огун.
Син Дейр — програміст, провідний програмний менеджер підрозділу Live в Microsoft.
Наприкінці 2008 р. перша дружина О.Обасанджо, Олуремі (Ремі) випустила свої мемуари, «Гірко-солодке: моє життя з Обасанджо» (Bitter-Sweet: My Life with Obasanjo), в яких він представлений у вкрай безсторонньому вигляді. У ній колишній президент називається «хитрим, грубим і мстивим бабієм», а також «інтриганом». Олуремі у своїй книзі стверджує, що Обасанджо постійно бив своїх дружин, але при цьому сам «поводився дуже жінкоподібного». Книга стала бестселером в Нігерії.
14 вересня 1987 друга дружина О.Обасанджо, Лінда (нар. 1942), загинула при спробі викрадення її автомашини (повільно виходила і була застрелена).
22 жовтня 2005 третій дружині нігерійського лідера — Стеллі Обасанджо (нар. 14 листопада 1945) була зроблена операція з видалення надлишків жирових відкладень в області живота (ліпосакція) в приватному медичному центрі «Molding Clini» на іспанському курорті Марбелья, що славиться в Іспанії своїми фахівцями. Через 36 годин після хірургічного втручання відчула себе погано, зокрема, у неї різко впав кров'яний тиск. Однак, в реанімацію вона була доставлена чомусь надто пізно — в стані клінічної смерті, і лікарі нічого не змогли зробити для її порятунку, 23 жовтня 2005 року вона померла. У 2009 р. доктор, який її оперував був засуджений до 1 року в'язниці і штрафу в $ 176.000 на користь її сина.